# Монтелавар
Монтелавар (порт. Montelavar) — район (фрегезия) в Португалии, входит в округ Лиссабон. Является составной частью муниципалитета Синтра. Находится в составе крупной городской агломерации Большой Лиссабон. По старому административному делению входил в провинцию Эштремадура. Входит в экономико-статистический субрегион Большой Лиссабон, который входит в Лиссабонский регион. Население составляет 3 559 человек на 2011 год. Занимает площадь 11,44 км².
Покровителем района считается Дева Мария (порт. Nossa Senhora da Luz).